# لس فردیناند
لس فردیناند (به انگلیسی: Les Ferdinand) زادهٔ ۸ دسامبر ۱۹۶۶ بازیکن فوتبال اهل انگلستان بود که سابقهٔ بازی در تیم ملی فوتبال انگلستان را در کارنامهٔ خود دارد. وی در تاریخ ۱۷ فوریه ۱۹۹۳ نخستین بازی ملی خود را در مقابل تیم ملی فوتبال سن مارینو انجام داد و با حضور در ۱۷ بازی ملی، در تاریخ ۲۹ مه ۱۹۹۵ واپسین بازی ملی‌اش را در برابر تیم ملی فوتبال بلژیک برگزار کرد.
این بازیکن توانسته در بازی‌های ملی، ۵ گل به ثمر برساند.